# 30 novembre 1899
Le jeudi 30 novembre 1899 est le 334e jour de l'année 1899.

## Naissances
- Dorrell McGowan (mort le 9 septembre 1997), producteur et réalisateur américain
- Hans Krása (mort le 17 octobre 1944), compositeur tchéco-allemand
- Léo Villa (mort le 18 janvier 1979), mécanicien des briseurs de records Malcolm Campbell et Donald Campbell
- Edna Brower, femme de John Diefenbaker.
- Charles Lepatey, père de Jacques Lepatey et joueur de rugby
- Antonin Lecouteux (mort le 17 mars 1938), premier vice-consul de France à Barcelone

## Autres événements
- Thomas-Louis Heylen est consacré évêque à Namur
- Christiaan de Wet disloque les lignes britanniques avec ses 300 hommes, offrant ainsi aux Boers leur première victoire sur le front du Natal